# Leichtathletik-Weltmeisterschaften 1980/3000 m der Frauen

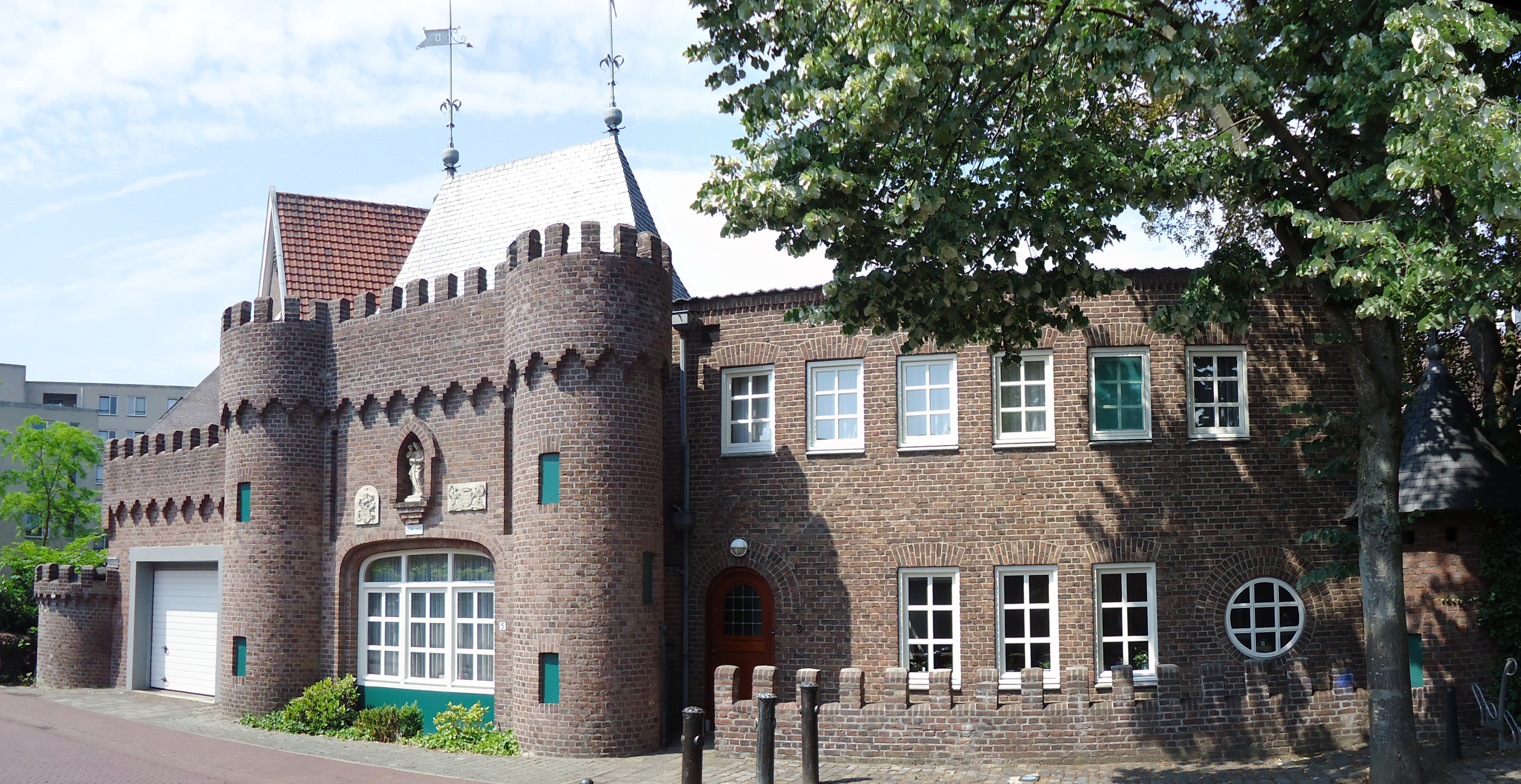
Gebäude in der Parklaan in Sittard

Der 3000-Meter-Lauf der Frauen wurde bei den Leichtathletik-Weltmeisterschaften 1980 am 16. August 1980 im De-Baandert-Stadion der niederländischen Stadt Sittard ausgetragen.
Leider wurde der Weltmeisterschaftslauf über 3000 Meter durch die kurzfristige Absage der starken Läuferinnen aus der Sowjetunion und durch die Nicht-Teilnahme der neun schnellsten 3000-Meter-Läuferinnen der Saison 1980 deutlich abgewertet. Diese Athletinnen brachten sich um die Möglichkeit, erste Weltmeisterin auf dieser Distanz zu werden oder zumindest vordere Platzierungen zu erreichen.
Weltmeisterin wurde die bundesdeutsche Läuferin Birgit Friedmann. Sie gewann vor der Schwedin Karoline Nemetz. Bronze ging an die Norwegerin Ingrid Christensen, die später eine sehr erfolgreiche Langstrecklerin wurde.

## Rekorde
| Weltrekord               | Ljudmila Bragina                                                            | 8.27,12 min                                                                 | College Park, USA                                                           | 7. August 1976                                                              |
| Weltmeisterschaftsrekord | Es gab noch keine WM-Rekorde, die Veranstaltung wurde erstmals ausgetragen. | Es gab noch keine WM-Rekorde, die Veranstaltung wurde erstmals ausgetragen. | Es gab noch keine WM-Rekorde, die Veranstaltung wurde erstmals ausgetragen. | Es gab noch keine WM-Rekorde, die Veranstaltung wurde erstmals ausgetragen. |

Weltmeisterin Birgit Friedmann aus der Bundesrepublik Deutschland stellte mit 8:48,05 min am 16. August den ersten WM-Rekord auf, was gleichzeitig ein neuer bundesdeutscher Rekord war.

## Durchführung
Bei nur zwölf Teilnehmerinnen gab es keine Vorläufe, alle Athletinnen bestritten gemeinsam das entscheidende Rennen.

## Ergebnis

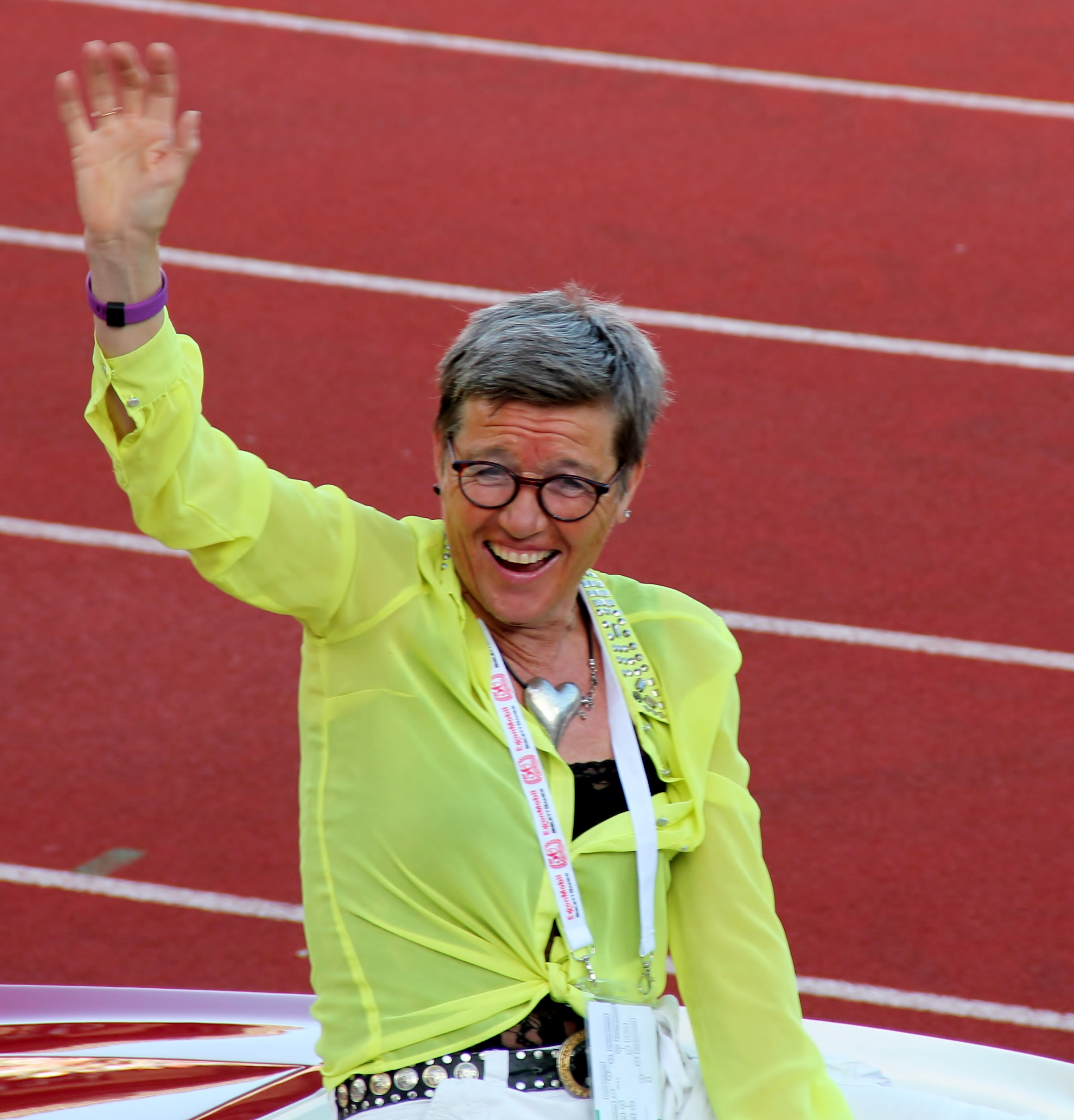
Bronzemedaillengewinnerin Ingrid Christensen, spätere Ingrid Kristiansen (hier im Jahr 2015)

7. August 1991, 17:35 Uhr
| Platz | Name               | Nation         | Zeit (min)    |
| ----- | ------------------ | -------------- | ------------- |
| 1     | Birgit Friedmann   | BR Deutschland | 8:48,05 CR/BR |
| 2     | Karoline Nemetz    | Schweden       | 8:50,2        |
| 3     | Ingrid Christensen | Norwegen       | 8:58,8        |
| 4     | Joëlle De Brouwer  | Frankreich     | 8:59,0        |
| 5     | Breda Pergar       | Jugoslawien    | 8:59,7        |
| 6     | Penny Werthner     | Kanada         | 9:03,5        |
| 7     | Charlotte Teske    | BR Deutschland | 9:05,4        |
| 8     | Eva Ernström       | Schweden       | 9:07,7        |
| 9     | Aurora Cunha       | Portugal       | 9:11,2        |
| 10    | Mary Shea          | USA            | 9:13,7        |
| 11    | Geri Fitch         | Kanada         | 9:37,6        |
| DNF   | Wendy Smith        | Großbritannien |               |